# Atle Kvålsvoll
Atle Kvålsvoll, nacido el 10 de abril del 1962 en Trondheim es un ex ciclista noruego que fue profesional entre 1988 y 1994. Tras su retirada como profesional se convirtió en director deportivo del equipo Sparebanken Sør.

## Palmarés
1989
- Vuelta a Suecia, más 1 etapa

1990
- Tour de Vaucluse
- 3º en el Campeonato de Noruega en Ruta

1991
- Trofeo de los Escaladores
- 1 etapa del Tour DuPont

1992
- 1 etapa del Tour DuPont

## Resultados en las grandes vueltas
| Carrera         | 1988  | 1989 | 1990 | 1991 | 1992 | 1993 | 1994 |
| --------------- | ----- | ---- | ---- | ---- | ---- | ---- | ---- |
| Giro de Italia  | -     | -    | -    | 79.º | -    | -    | -    |
| Tour de Francia | Ab.   | 46.º | 26º  | Ab.  | 49.º | -    | 79.º |
| Vuelta a España | 108.º | -    | -    | -    | -    | -    | -    |
| Mundial en Ruta | -     | 21.º | -    | 84.º | -    | -    | -    |